# Вардарија
Вардарија је историјско-географска област у Грчкој, која се простире у доњем току и делти реке Вардар. Северно  се налази обалст Бојмија, на западу је Урумлак преко реке Колудеј а на југу Егејско море. Обухвата 33 насеља у општинама Делта, Илиџијево и Даутбал. До Балканских ратова у Вардарији је било већинско словенско становништво.